# Aleksandrowo (Wągrowiec)
Pour les articles homonymes, voir Aleksandrowo.
Aleksandrowo (prononciation : [alɛksanˈdrɔvɔ]) est un village polonais de la gmina de Wapno dans le powiat de Wągrowiec de la voïvodie de Grande-Pologne dans le centre-ouest de la Pologne.
Il se situe à environ 4 km à l'est de Wapno (siège de la gmina), 21 km au nord-est de Wągrowiec (siège du powiat), et à 66 km au nord-est de Poznań (capitale de la Grande-Pologne).
Le village possède une population de 100 habitants.

## Histoire
De 1975 à 1998, le village faisait partie du territoire de la voïvodie de Piła.

Depuis 1999, Aleksandrowo est situé dans la voïvodie de Grande-Pologne.